# Heilige Familie en Sint-Corneliuskerk (Borgerhout)

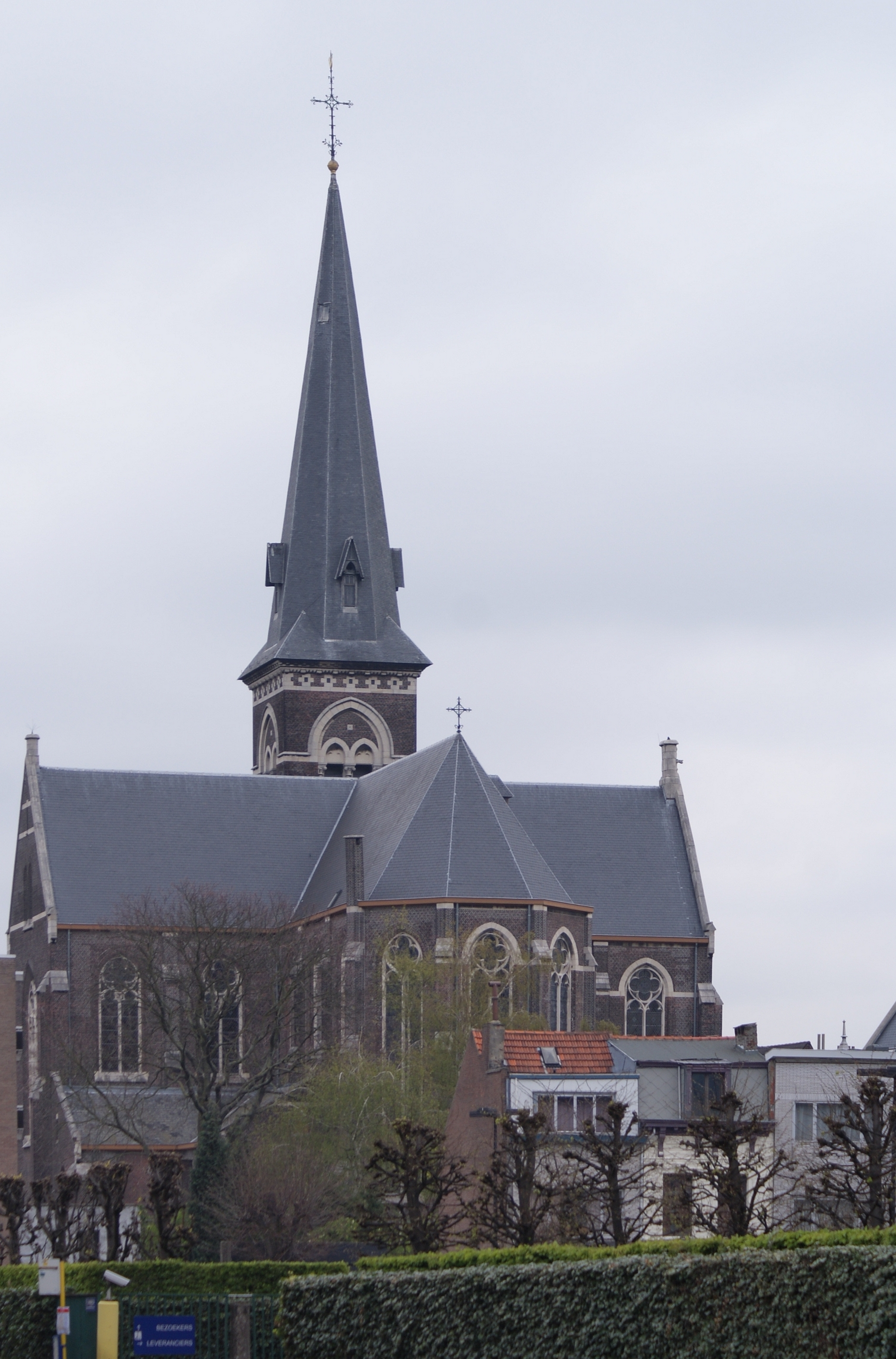
Zicht vanuit de Montenstraat (Borgerhout)

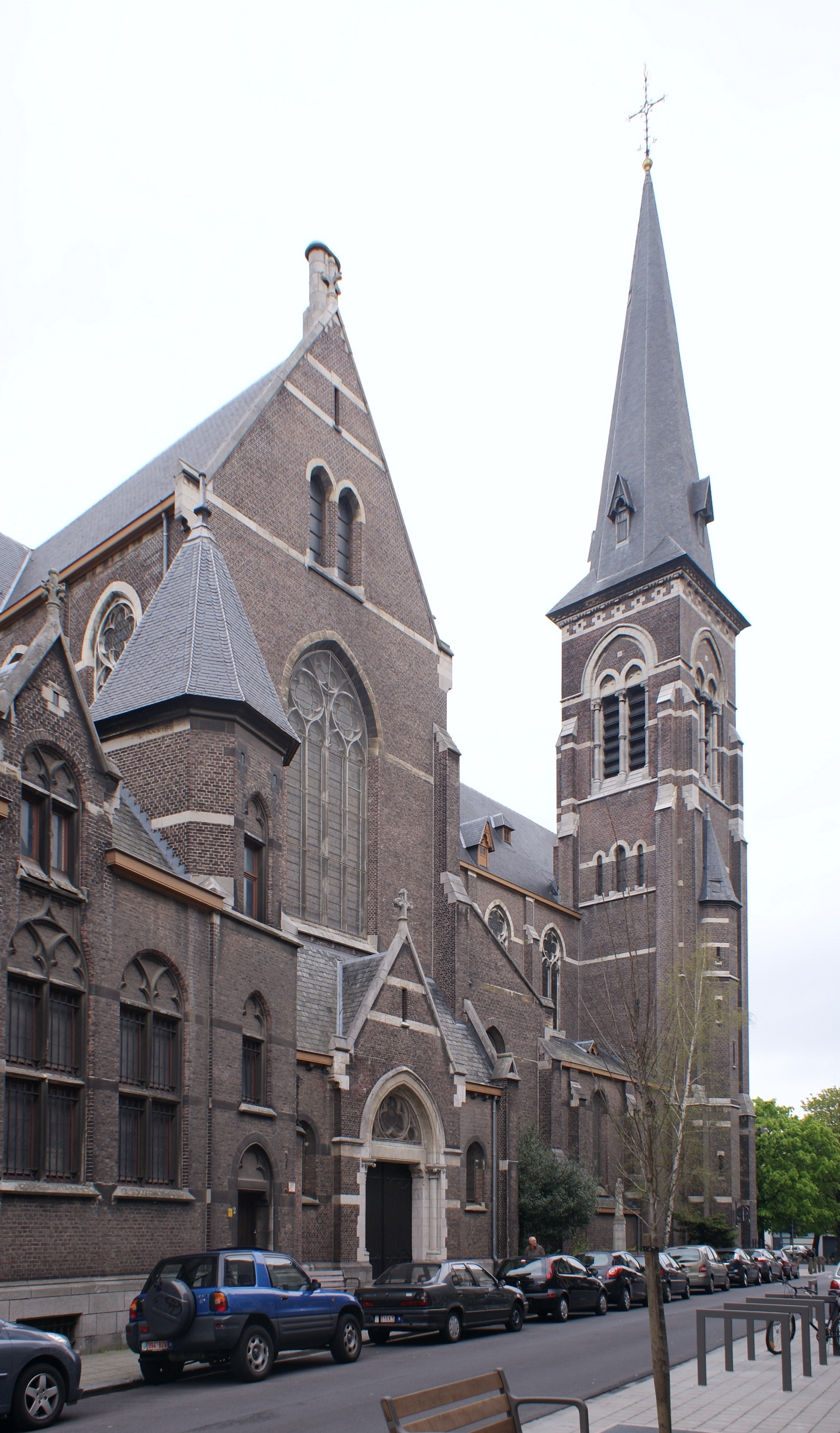
Zicht vanuit de Betogingsstraat (Borgerhout)

De kerk De Heilige Familie en Sint-Cornelius is een rooms-katholieke kruisbasiliek, gelegen aan het Koxplein, in het district Borgerhout, van de Belgische stad Antwerpen.

## Architectuur
Het gebedshuis, gebouwd in baksteen en versierd met natuursteen, werd opgericht in neo-gotische stijl, naar het voorbeeld van de Franse hooggotiek. De noordoostelijke hoektoren heeft een hoogte van 73 meter.  Het driebeukig schip evenals delen van de kruisbeuk, zijn wit bepleisterd, geschilderd en ontworpen met een triforium. De pilaren zijn verfraaid met licht vergulde kapitelen die de spitsbogen ondersteunen. 
Aansluitend aan de kerk, ziet men:
- enerzijds op het Koxplein een devotiekapel, toegewijd aan Onze Lieve Vrouw van Lourdes;
- en anderzijds in de Betogingsstraat het kerkmeestershuis (huisnummer 2) alsmede de oorspronkelijke pastorij (huisnummer 4).

Zij werden alle in dezelfde bouwtrant uitgevoerd met dezelfde gevelmaterialen.

## Geschiedenis
Naar analogie met de gehuchten Stuivenberg en Zurenborg, was het gebied van Borgerhout omstreeks 1800 weinig ontwikkeld. Tot die tijd was het een rurale streek buiten de stadswallen, die in de agrarische noden van de stad Antwerpen voldeed.
De weg die men thans Turnhoutsebaan noemt, bestond toen reeds: hij was naar de normen van die tijd een belangrijke toegangsweg langs dewelke men destijds vooral slagers, herbergen en handelaars aantrof.
Tot 1836 maakte Borgerhout op bestuurlijk en op religieus vlak, deel uit van de naburige gemeente Deurne. 
Nadat Borgerhout een zelfstandige gemeente werd, volgde in 1837 de oprichting van een eigen Borgerhoutse parochie, met name: "Onze-Lieve-Vrouw ter Sneeuw", hetgeen tussen 1841 en 1843 resulteerde in de bouw van de gelijknamige kerk op het Laar.
Na de voltooiing ervan, werd in 1844 de oorspronkelijke kapel aan de Turnhoutsebaan (in de geschriften reeds vermeld in 1536) gesloopt.
Vanaf omstreeks 1850 breidde de bevolking in Borgerhout sterk uit en werd het gebied doelbewust verkaveld. De bevolkingstoename in deze nieuwe wijk gaf in 1902 aanleiding tot de bouw van een school in de Betogingsstraat, naar de plannen van architect Franciscus Jacobus Maria Mertens.
De eerste pastoor voor de nieuwe buurt aan de Betogingsstraat, Alfons Van der Velden (° Borgerhout 6 mei 1866, † Borgerhout 10 juni 1942) werd reeds in oktober 1903 aangesteld. Hij stichtte er de parochie "De Heilige Familie en Sint-Cornelius" die bij Koninklijk Besluit de dato 10 juni 1904 officieel werd opgericht. Sint-Corneel was destijds de schutsheilige van de landbouwers en het hoornvee. Wellicht werd de keuze van deze heilige als patroon voor de nieuwe kerk ingegeven door het oorspronkelijk agrarische karakter van de omgeving en de nabijheid van de vele beenhouwerijen.
De plannen voor de nieuwe kerk -eveneens gemaakt door architect Mertens-  werden ingediend op 17 augustus 1906 en de openbare aanbesteding gebeurde op 28 december van het daarop volgende jaar. De werken werden toevertrouwd aan de kandidaat die de voordeligste offerte deed: namelijk de Antwerpse aannemer Fredericus Masson (° Woesten 9 januari 1842, † Ekeren 3 oktober 1915). Bij Koninklijk Besluit van 9 maart 1908 werd definitief de toelating tot de bouw gegeven. 
De oprichting aan de hoek van het Koxplein en de Betogingsstraat ving datzelfde voorjaar aan, en ruim anderhalf jaar later, op zondag 12 december 1909,  werd het gebedshuis in gebruik genomen. 
De plechtige inzegening door Monseigneur Alphonsus Dewachter (° Puurs 10 april 1855, † Mechelen 16 november 1932), hulpbisschop van Mechelen, volgde op maandag, 7 augustus 1911.
In de twee daarop volgende decennia werd aan de binneninrichting verder vorm gegeven; zij werd bekroond met het schilderen van het interieur in 1932.
Een zware beroering trof de parochianen toen ingevolge de Tweede Wereldoorlog, op zondag, 28 januari 1945 (op een moment dat de bezetting van België reeds ten einde was), in de naburige Sterlingerstraat een V1-bom neerviel. De schok van de ontploffing veroorzaakte grote schade aan de parochiekerk.  Deze kon slechts hersteld worden gedurende de periode van 1946 tot 1951, onder leiding van de Borgerhoutse architect Albert Campioni. Architect Mertens was toen reeds overleden.

## Interieur
Het hoofdaltaar bestaat uit marmer en koperwerk, en draagt een opschrift: “Ecce panis angelorum factus cibus viatorum” (Ziehier het Brood van de Engelen, voedsel voor reizigers). Het dateert van circa  1930 en werd geschonken door de paters Jezuïeten.
In de twee zijbeuken treft men een zeer realistische plaasteren kruisweg aan, waaraan omstreeks 1880 vorm werd gegeven door Jan Frans De Vriendt (° Lier 4 juni 1829, † Borgerhout 16 april 1919) uit Borgerhout.
In de oostelijke zijbeuk treft men vier heiligenbeelden aan:
- de H. Cornelius;
- de H. Theresia;
- de H. Aloysius;
- de H. Jozef.

Een ervan is gesigneerd door beeldhouwer Nestor Gerrits.
In de westelijke zijbeuk ziet men eveneens vier heiligenbeelden:
- de H. Jan Berchmans;
- de H. Rochus;
- de H. Michaël;
- de H. Antonius van Padua.

Een ervan is gesigneerd in 1925 door beeldhouwer Pieter De Roeck (° 1862, † 1931).
Ter hoogte van de viering ziet men het beeld van het Heilig Hart van Christus, in 1923 gesigneerd door de Antwerpse beeldhouwer Jules Weyns (° Merksem 17 maart 1849, † Antwerpen 4 april 1930) evenals een gelijkaardig beeld van Maria (de moeder van het kindje Jezus), door Weyns gesigneerd in 1925.
In de oostelijke kruisbeuk treft men een gebeeldhouwde nomenclatuur aan, in witte steen, met de namen van de parochianen die tijdens de Eerste Wereldoorlog gesneuveld zijn voor het vaderland. Een in 1929 door Jules Weyns gemaakte voorstelling van de Heilige Familie, maakt deel uit van dit monument.
Links ervan ziet men tegen dezelfde muur een houten voorstelling van Christus Koning. Deze werd in 1925 gemaakt door (Jan of Victor, gebroeders) Van Beylen.
Rechts bemerkt men een gepolychromeerd beeld van Onze-Lieve-Vrouw van de Bloeiende Wijngaard, met het opschrift: "Sicut vitis abundans" (Als een vruchtbare wijnstok), dat vermoedelijk in 1906 gemaakt werd.
In deze kruisbeuk treft men twee zijaltaren aan:
- het ene, van Onze-Lieve-Vrouw, met eiken retabel, werd gemaakt door Coenen omstreeks 1925 en werd geschonken door de paters van het Sint-Norbertusgesticht. De zijpanelen links en rechts zijn geschilderd door de Hongaren Balogh en Bros, in 1928, en stellen taferelen voor uit het leven van Maria. De altaartafel is opgebouwd uit witte steen.
- het andere werd gemaakt omstreeks 1925 en werd aan de kerk geschonken door de paters Dominicanen. Het is opgedragen aan het Heilig Sacrament en stelt aan de linkerkant Christus voor, in aanwezigheid van Maria Magdalena. Op de rechterkant ziet men de verschijning van het Heilig Hart. In het midden bemerkt men een tabernakel met erop een ciborie geschilderd. Het geheel (met uitzondering van het tabernakeldeurtje) is vervaardigd in witte steen, ondersteund door lichtgrijze marmeren zuilen.

In de westelijke kruisbeuk ziet men het Sint-Jozefsaltaar. De constructie ervan is gelijkaardig aan die van het Onze-Lieve-Vrouw-altaar en het werd geschonken door het Sint-Vincentiusgesticht. 
De cirkelvormige preekstoel uit witte steen, gemonteerd op zuilen van rood marmer, stelt de twaalf apostelen voor en werd gebeeldhouwd omstreeks 1930.
In vier muurnissen zijn door Coenen houten biechtstoelen gebouwd (twee in de linkerzijbeuk en twee in de rechterzijbeuk). Zij zijn elk verfraaid met twee arduinen zuilen en dateren van 1916.
Het orgel werd gebouwd door de Firma Jos Stevens uit Duffel, en werd op zondag 11 juni 1911 (zondag nà Pinksteren) ingespeeld.

## Glas-in-loodramen
De glas-in-loodramen kunnen worden onderverdeeld in twee stijlen, afhankelijk van de plaats waar ze opgesteld zijn:
- enerzijds in het schip en in de kruisbeuk. Deze ramen werden hoofdzakelijk versierd met licht gekleurde geometrische figuren en religieuze symbolen;
- anderzijds in het hoogkoor. Daar treft men grote hoge donkerkleurige ramen aan die taferelen voorstellen uit het leven van de Heilige Familie. Deze koorvensters werden ontworpen door kunstschilder Louis-Charles Crespin (° 1892, † 1953) en in 1950 vervaardigd door de Brusselse glazenier Frans Crickx. Zij hebben een artistieke waarde. De voorstellingen hebben betrekking op de geboorte van Christus, de aanbidding door de herders, de opdracht in de tempel, de vlucht naar Egypte, de kinderjaren van Jezus, het onderricht in de tempel, en het overlijden van Jozef. Zij zijn bijkomend versierd met de wapenschilden van België, Vlaanderen, de provincie Antwerpen, de gemeente Borgerhout, paus Pius XII (paus van 1939 tot 1958) en kardinaal Van Roey (kardinaal van 1927 tot 1961).

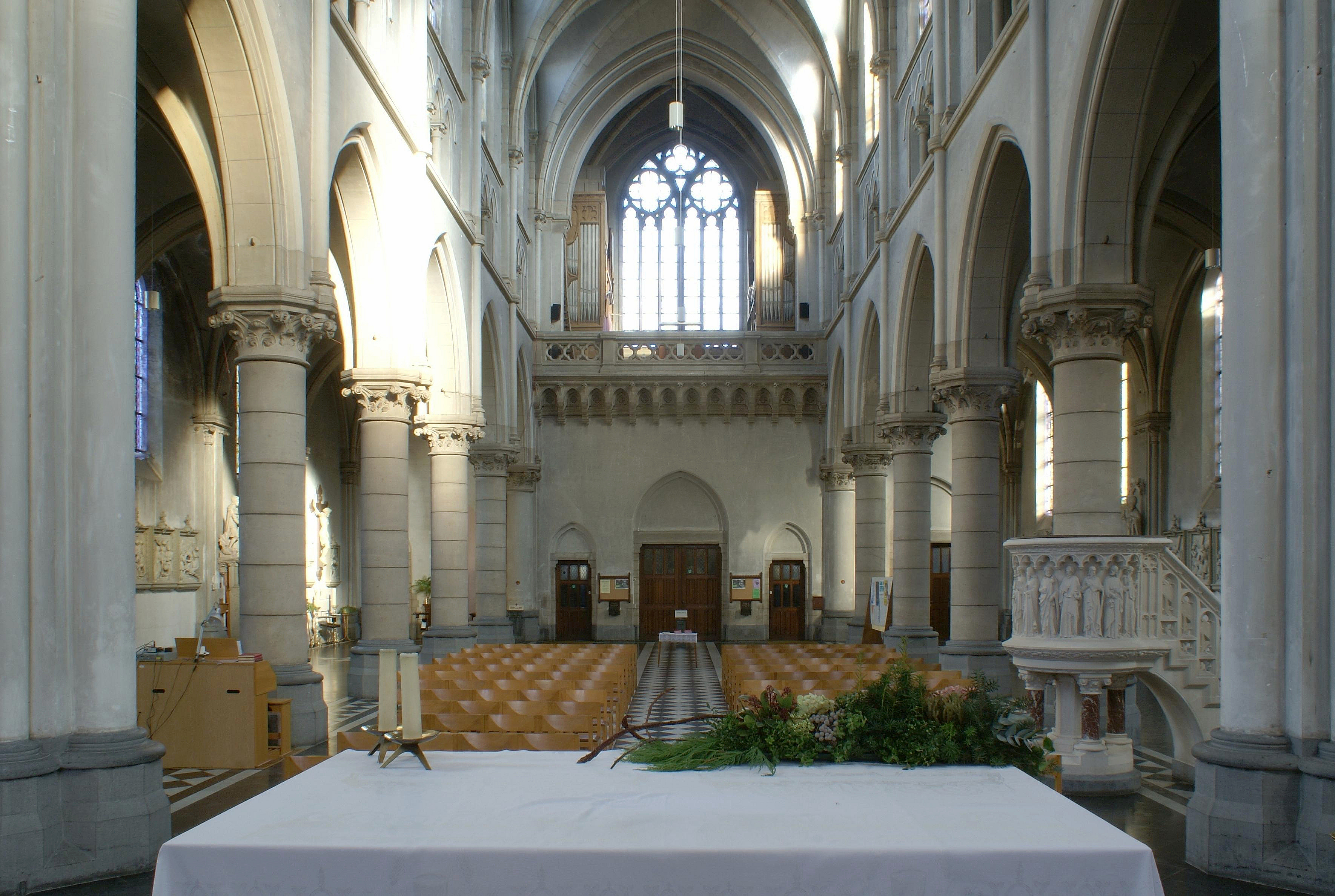
Altaar, middenschip en oksaal
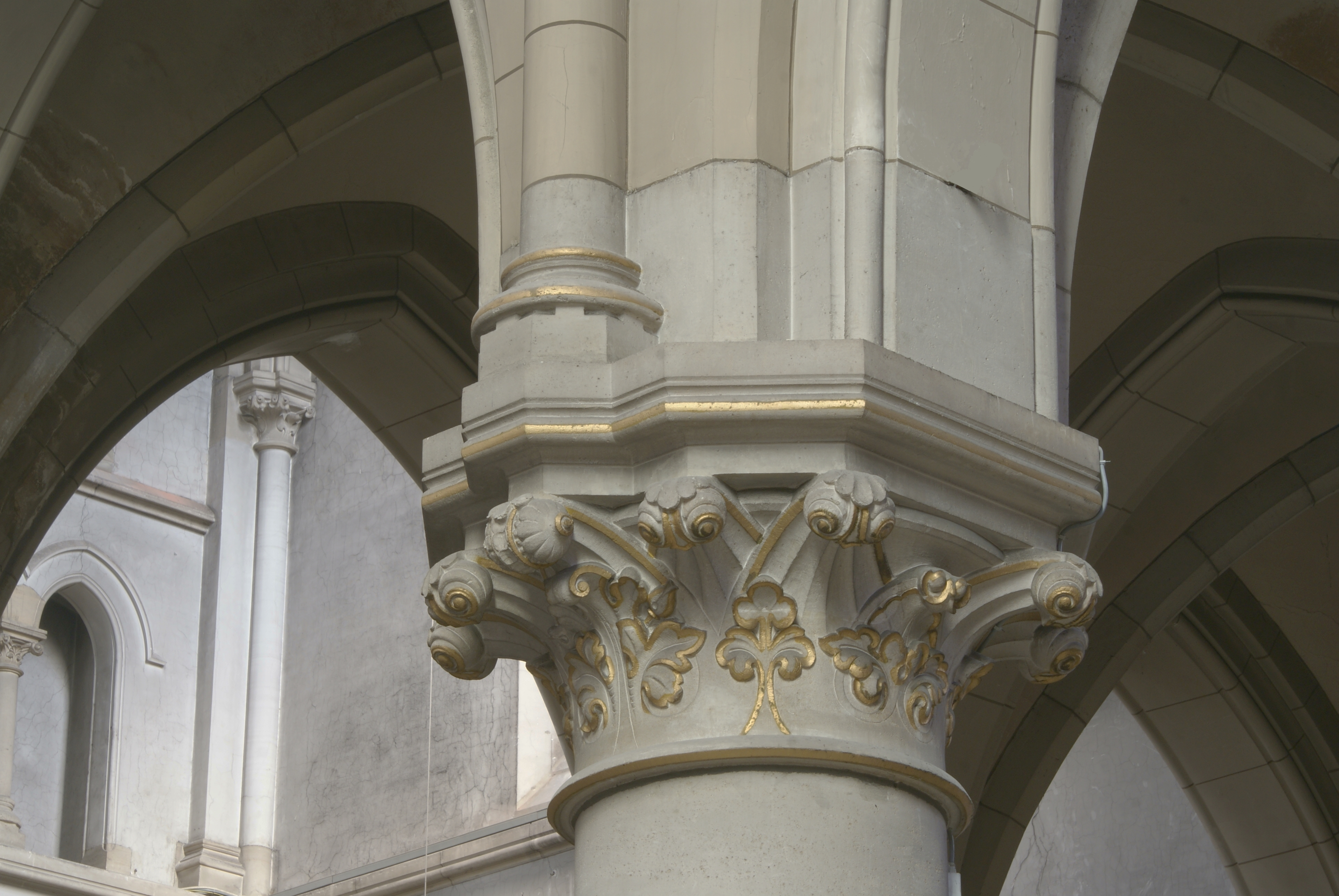
Kapitelen en spitsbogen
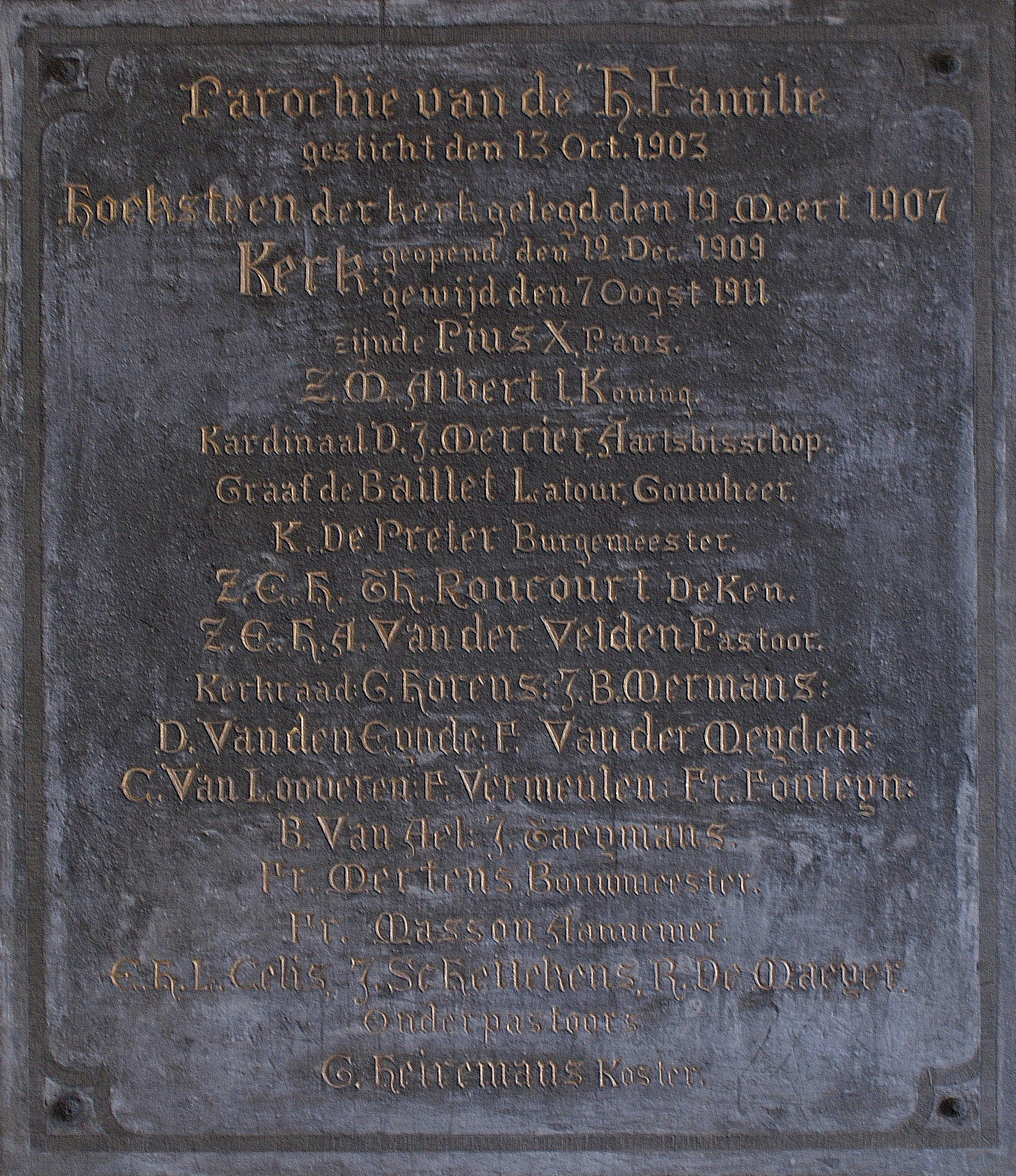
Gedenksteen
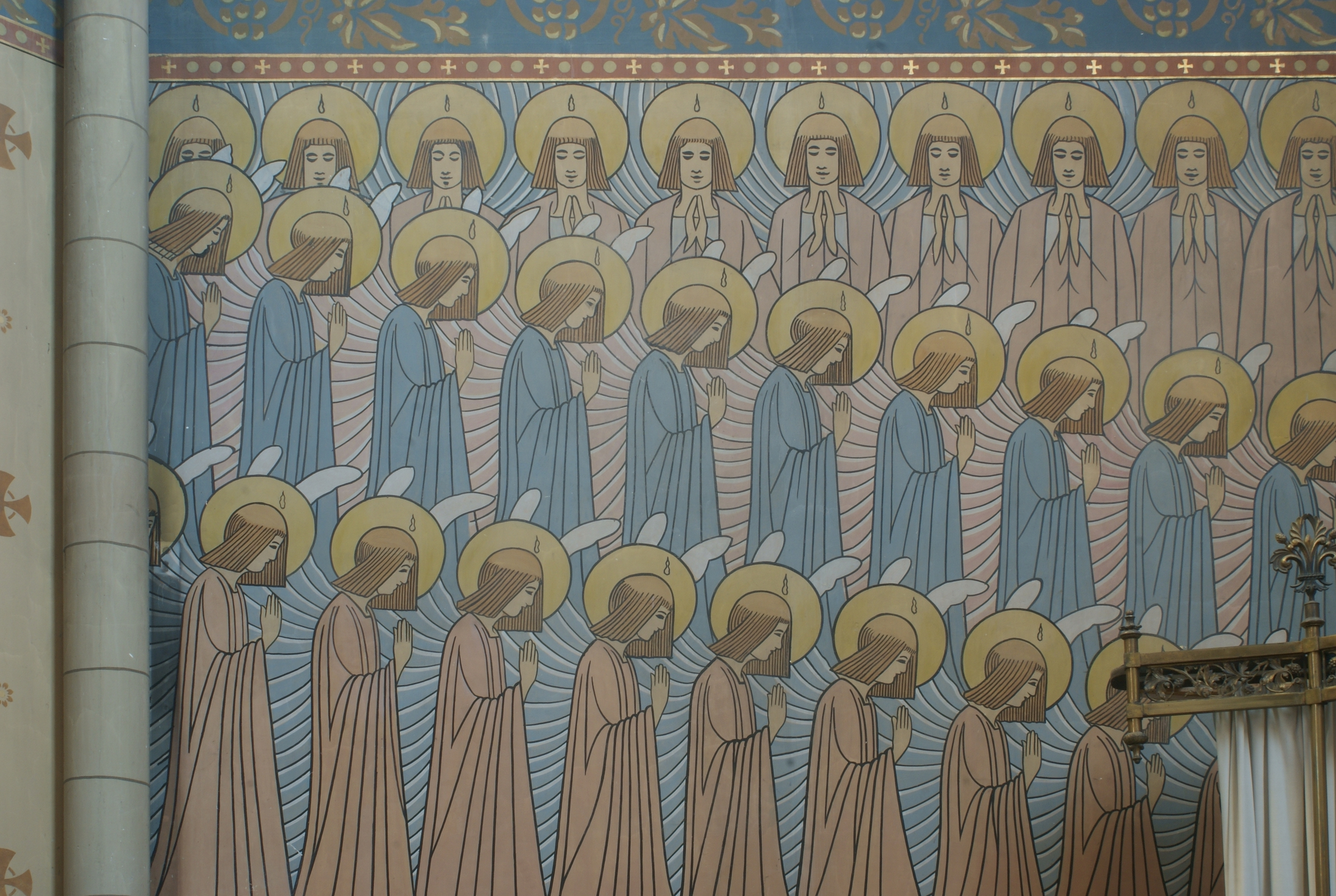
Muurschildering in de koorsluiting
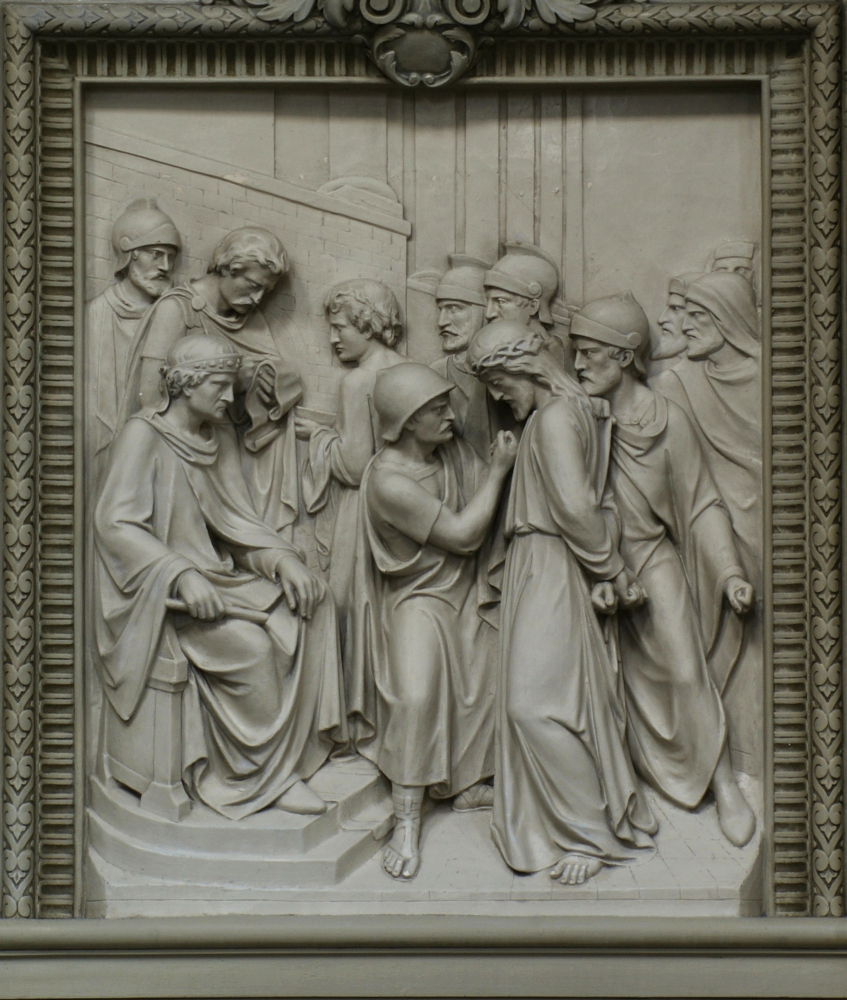
Kruisweg gemaakt door Jan Frans De Vriendt (1-ste statie)